# Diecezja Cleveland

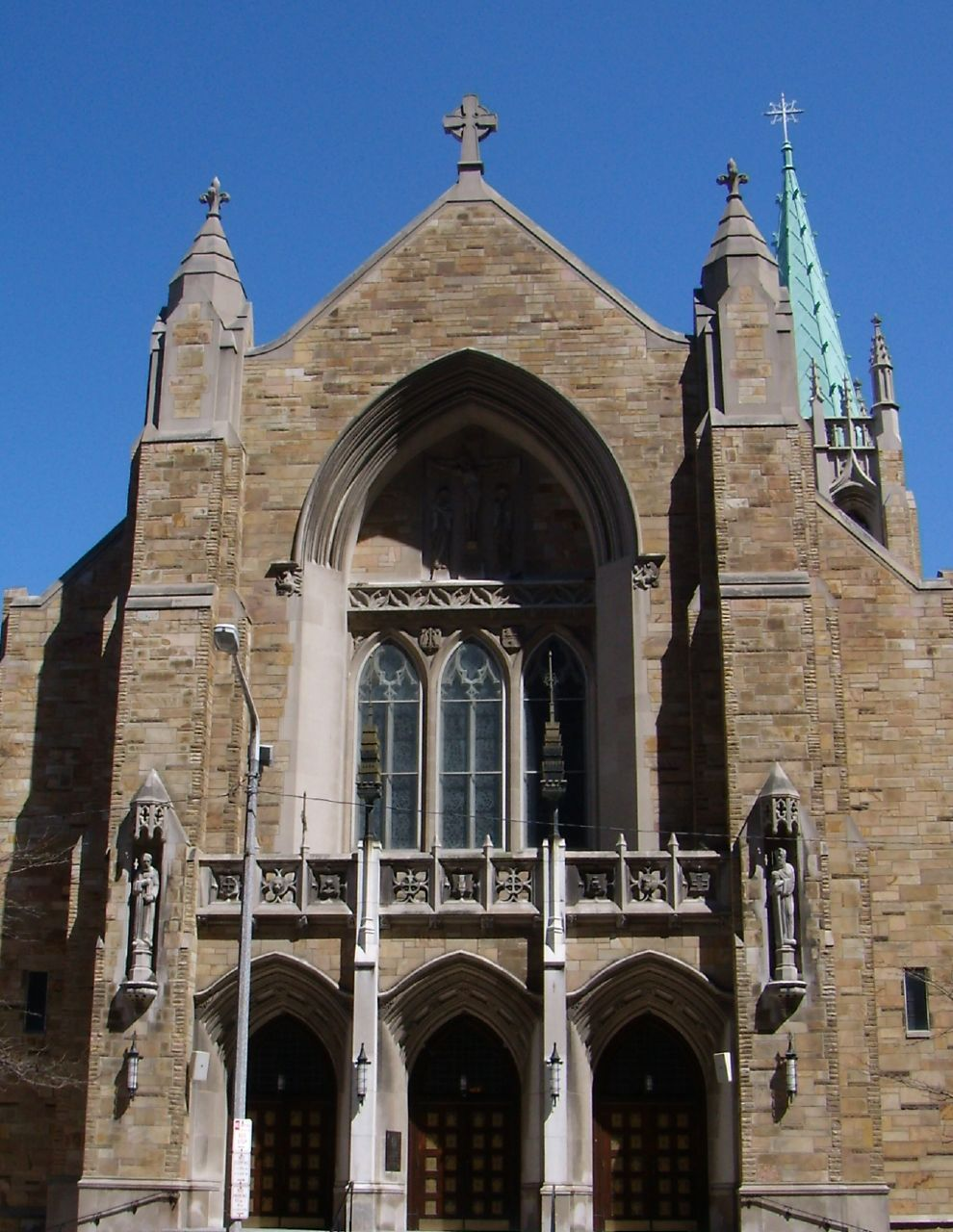
Katedra diecezjalna św. Jana Ewangelisty

Diecezja Cleveland (łac. Dioecesis Clevelandensis, ang. Diocese of Cleveland) jest diecezją Kościoła rzymskokatolickiego w północno-środkowej części stanu Ohio.
Terytorialnie obejmuje hrabstwa: Ashland, Cuyahoga, Geauga, Lake, Lorain, Medina, Summit i Wayne.

## Historia
Diecezja została kanonicznie erygowana 23 kwietnia 1847 roku przez papieża Piusa IX. Wyodrębniono ją z ówczesnej diecezji Cincinnati. 15 kwietnia 1910 i 15 maja 1943 diecezja utraciła część terytoriów na rzecz nowo powstałych diecezji, kolejno Toledo i Youngstown. Pierwszym ordynariuszem został francuski kapłan z diecezji Arras Louis Amadeus Rappe.

## Ordynariusze
- Louis Amadeus Rappe (1847–1870)
- Richard Gilmour (1872–1891)
- Ignatius Frederick Horstmann (1891–1908)
- John Patrick Farrelly (1909–1921)
- Joseph Schrembs (1921–1945)
- Edward Francis Hoban (1945–1966)
- Clarence George Issenmann (1966–1974)
- James Hickey (1974–1980)
- Anthony Pilla (1980–2006)
- Richard Lennon (2006–2016)
- Nelson Perez (2017-2020)
- Edward Malesic (od 2020)

## Parafie
- Parafia św. Barbary w Cleveland
- Parafia św. Jana Kantego w Cleveland
- Parafia św. Kazimierza w Cleveland
- Parafia św. Stanisława Biskupa i Męczennika w Cleveland
- Parafia Świętych Apostołów Piotra i Pawła w Garfield Heights